# Tournoi du Japon de rugby à sept 2015
Navigation
2014

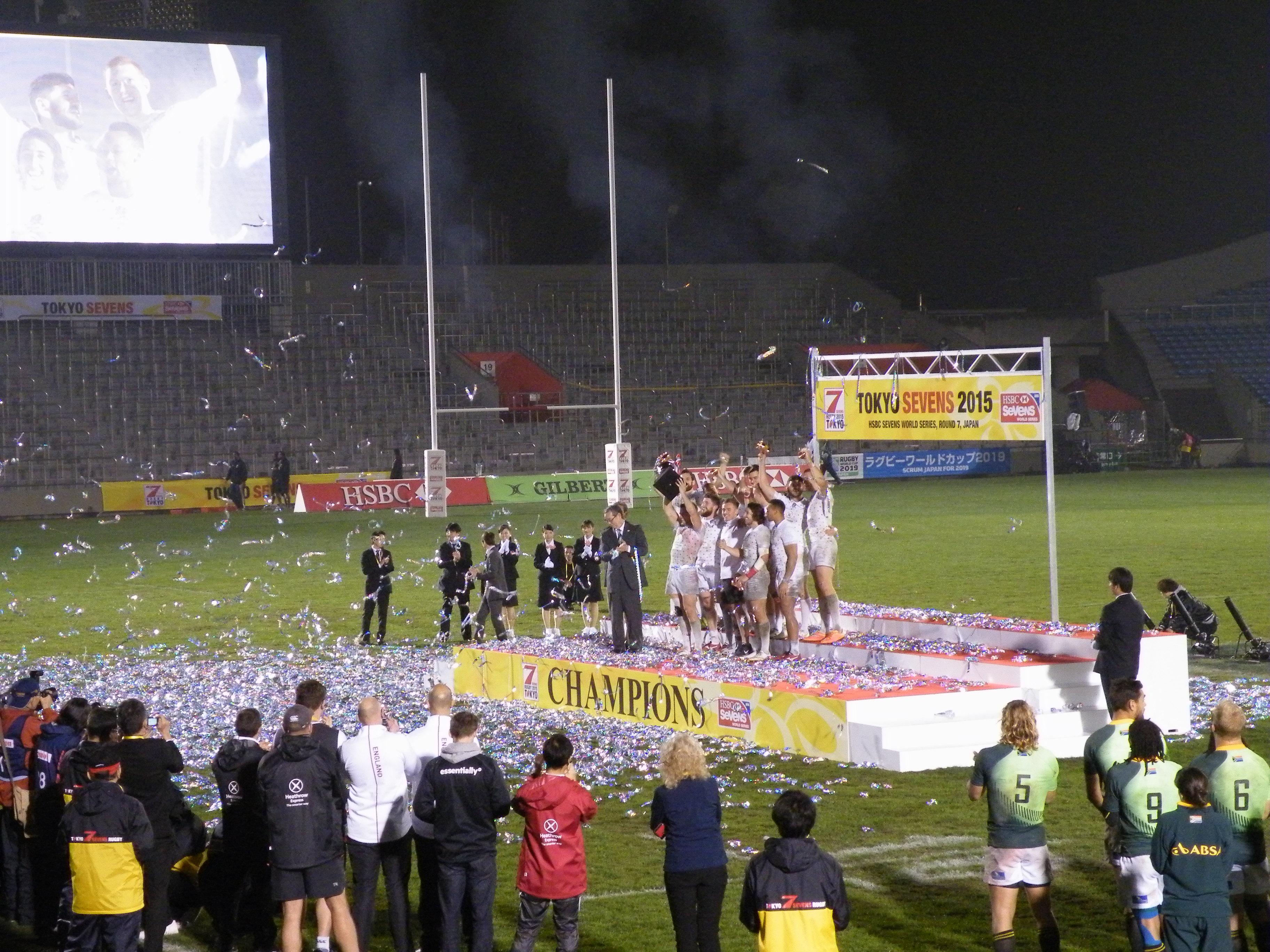
photo de la remise du trophée des gagnants du Tournoi du Japon de rugby à sept 2015

Le Tournoi du Japon de rugby à sept 2015 (Japan rugby sevens 2015) est la septième étape de la saison 2014-2015 de l'IRB Sevens World Series. Elle se déroule sur deux jours les 4 et 5 avril 2014 au Chichibunomiya Stadium de Shibuya, un arrondissement de Tokyo au Japon. L'équipe d'Angleterre gagne le tournoi, battant en finale l'Afrique du Sud sur le score de 21 à 14,.

## Équipes participantes
Seize équipes participent au tournoi (quinze équipes qualifiées d'office plus une invitée) :
- Afrique du Sud
- Angleterre
- Argentine
- Australie
- Canada
- Écosse
- États-Unis
- France
- Fidji
- Pays de Galles
- Japon
- Kenya
- Nouvelle-Zélande
- Portugal
- Samoa
- Hong Kong (invitée)

## Phase de poules

### Poule A
| Rang | Pays           | J | V | N | D | Pm | Pe | Diff | Pts |
| ---- | -------------- | - | - | - | - | -- | -- | ---- | --- |
| 1    | Fidji          | 3 | 3 | 0 | 0 | 87 | 43 | +44  | 9   |
| 2    | Angleterre     | 3 | 2 | 0 | 1 | 62 | 40 | +22  | 7   |
| 3    | Pays de Galles | 3 | 1 | 0 | 2 | 48 | 34 | +14  | 5   |
| 4    | Hong Kong      | 3 | 0 | 0 | 3 | 19 | 99 | -80  | 3   |

| 4 avril 2015 10 h 00 UTC+09:00 | Fidji | 19 - 10 | Pays de Galles | Chichibunomiya Stadium, Shibuya |
| 4 avril 2015 10 h 00 UTC+09:00 |       |         |                | Chichibunomiya Stadium, Shibuya |
| 4 avril 2015 10 h 00 UTC+09:00 |       |         |                | Chichibunomiya Stadium, Shibuya |

| 4 avril 2015 10 h 22 UTC+09:00 | Angleterre | 33 - 0 | Hong Kong | Chichibunomiya Stadium, Shibuya |
| 4 avril 2015 10 h 22 UTC+09:00 |            |        |           | Chichibunomiya Stadium, Shibuya |
| 4 avril 2015 10 h 22 UTC+09:00 |            |        |           | Chichibunomiya Stadium, Shibuya |

| 4 avril 2015 13 h 18 UTC+09:00 | Fidji | 33 - 14 | Hong Kong | Chichibunomiya Stadium, Shibuya |
| 4 avril 2015 13 h 18 UTC+09:00 |       |         |           | Chichibunomiya Stadium, Shibuya |
| 4 avril 2015 13 h 18 UTC+09:00 |       |         |           | Chichibunomiya Stadium, Shibuya |

| 4 avril 2015 13 h 40 UTC+09:00 | Angleterre | 10 - 7 | Pays de Galles | Chichibunomiya Stadium, Shibuya |
| 4 avril 2015 13 h 40 UTC+09:00 |            |        |                | Chichibunomiya Stadium, Shibuya |
| 4 avril 2015 13 h 40 UTC+09:00 |            |        |                | Chichibunomiya Stadium, Shibuya |

| 4 avril 2015 17 h 30 UTC+09:00 | Fidji | 33 - 19 | Angleterre | Chichibunomiya Stadium, Shibuya |
| 4 avril 2015 17 h 30 UTC+09:00 |       |         |            | Chichibunomiya Stadium, Shibuya |
| 4 avril 2015 17 h 30 UTC+09:00 |       |         |            | Chichibunomiya Stadium, Shibuya |

| 4 avril 2015 17 h 52 UTC+09:00 | Pays de Galles | 31 - 5 | Hong Kong | Chichibunomiya Stadium, Shibuya |
| 4 avril 2015 17 h 52 UTC+09:00 |                |        |           | Chichibunomiya Stadium, Shibuya |
| 4 avril 2015 17 h 52 UTC+09:00 |                |        |           | Chichibunomiya Stadium, Shibuya |

### Poule B
| Rang | Pays             | J | V | N | D | Pm | Pe | Diff | Pts |
| ---- | ---------------- | - | - | - | - | -- | -- | ---- | --- |
| 1    | Nouvelle-Zélande | 3 | 2 | 0 | 1 | 78 | 26 | +52  | 7   |
| 2    | Écosse           | 3 | 2 | 0 | 1 | 34 | 64 | -30  | 7   |
| 3    | Portugal         | 3 | 1 | 0 | 2 | 31 | 53 | -22  | 5   |
| 4    | Australie        | 3 | 1 | 0 | 2 | 43 | 43 | 0    | 5   |

| 4 avril 2015 10 h 44 UTC+09:00 | Nouvelle-Zélande | 38 - 0 | Écosse | Chichibunomiya Stadium, Shibuya |
| 4 avril 2015 10 h 44 UTC+09:00 |                  |        |        | Chichibunomiya Stadium, Shibuya |
| 4 avril 2015 10 h 44 UTC+09:00 |                  |        |        | Chichibunomiya Stadium, Shibuya |

| 4 avril 2015 11 h 06 UTC+09:00 | Australie | 10 - 12 | Portugal | Chichibunomiya Stadium, Shibuya |
| 4 avril 2015 11 h 06 UTC+09:00 |           |         |          | Chichibunomiya Stadium, Shibuya |
| 4 avril 2015 11 h 06 UTC+09:00 |           |         |          | Chichibunomiya Stadium, Shibuya |

| 4 avril 2015 14 h 02 UTC+09:00 | Nouvelle-Zélande | 26 - 7 | Portugal | Chichibunomiya Stadium, Shibuya |
| 4 avril 2015 14 h 02 UTC+09:00 |                  |        |          | Chichibunomiya Stadium, Shibuya |
| 4 avril 2015 14 h 02 UTC+09:00 |                  |        |          | Chichibunomiya Stadium, Shibuya |

| 4 avril 2015 14 h 24 UTC+09:00 | Australie | 14 - 17 | Écosse | Chichibunomiya Stadium, Shibuya |
| 4 avril 2015 14 h 24 UTC+09:00 |           |         |        | Chichibunomiya Stadium, Shibuya |
| 4 avril 2015 14 h 24 UTC+09:00 |           |         |        | Chichibunomiya Stadium, Shibuya |

| 4 avril 2015 18 h 14 UTC+09:00 | Nouvelle-Zélande | 14 - 19 | Australie | Chichibunomiya Stadium, Shibuya |
| 4 avril 2015 18 h 14 UTC+09:00 |                  |         |           | Chichibunomiya Stadium, Shibuya |
| 4 avril 2015 18 h 14 UTC+09:00 |                  |         |           | Chichibunomiya Stadium, Shibuya |

| 4 avril 2015 18 h 36 UTC+09:00 | Écosse | 17 - 12 | Portugal | Chichibunomiya Stadium, Shibuya |
| 4 avril 2015 18 h 36 UTC+09:00 |        |         |          | Chichibunomiya Stadium, Shibuya |
| 4 avril 2015 18 h 36 UTC+09:00 |        |         |          | Chichibunomiya Stadium, Shibuya |

### Poule C
| Rang | Pays           | J | V | N | D | Pm | Pe | Diff | Pts |
| ---- | -------------- | - | - | - | - | -- | -- | ---- | --- |
| 1    | Afrique du Sud | 3 | 3 | 0 | 0 | 79 | 22 | +57  | 9   |
| 2    | Canada         | 3 | 1 | 0 | 2 | 47 | 61 | -14  | 5   |
| 3    | Kenya          | 3 | 1 | 0 | 2 | 37 | 57 | -20  | 5   |
| 4    | États-Unis     | 3 | 1 | 0 | 2 | 42 | 65 | -23  | 5   |

| 4 avril 2015 11 h 28 UTC+09:00 | Afrique du Sud | 29 - 7 | Canada | Chichibunomiya Stadium, Shibuya |
| 4 avril 2015 11 h 28 UTC+09:00 |                |        |        | Chichibunomiya Stadium, Shibuya |
| 4 avril 2015 11 h 28 UTC+09:00 |                |        |        | Chichibunomiya Stadium, Shibuya |

| 4 avril 2015 11 h 50 UTC+09:00 | États-Unis | 5 - 27 | Kenya | Chichibunomiya Stadium, Shibuya |
| 4 avril 2015 11 h 50 UTC+09:00 |            |        |       | Chichibunomiya Stadium, Shibuya |
| 4 avril 2015 11 h 50 UTC+09:00 |            |        |       | Chichibunomiya Stadium, Shibuya |

| 4 avril 2015 14 h 46 UTC+09:00 | Afrique du Sud | 26 - 0 | Kenya | Chichibunomiya Stadium, Shibuya |
| 4 avril 2015 14 h 46 UTC+09:00 |                |        |       | Chichibunomiya Stadium, Shibuya |
| 4 avril 2015 14 h 46 UTC+09:00 |                |        |       | Chichibunomiya Stadium, Shibuya |

| 4 avril 2015 15 h 08 UTC+09:00 | États-Unis | 22 - 14 | Canada | Chichibunomiya Stadium, Shibuya |
| 4 avril 2015 15 h 08 UTC+09:00 |            |         |        | Chichibunomiya Stadium, Shibuya |
| 4 avril 2015 15 h 08 UTC+09:00 |            |         |        | Chichibunomiya Stadium, Shibuya |

| 4 avril 2015 18 h 58 UTC+09:00 | Afrique du Sud | 24 - 15 | États-Unis | Chichibunomiya Stadium, Shibuya |
| 4 avril 2015 18 h 58 UTC+09:00 |                |         |            | Chichibunomiya Stadium, Shibuya |
| 4 avril 2015 18 h 58 UTC+09:00 |                |         |            | Chichibunomiya Stadium, Shibuya |

| 4 avril 2015 19 h 20 UTC+09:00 | Canada | 26 - 10 | Kenya | Chichibunomiya Stadium, Shibuya |
| 4 avril 2015 19 h 20 UTC+09:00 |        |         |       | Chichibunomiya Stadium, Shibuya |
| 4 avril 2015 19 h 20 UTC+09:00 |        |         |       | Chichibunomiya Stadium, Shibuya |

### Poule D
| Rang | Pays      | J | V | N | D | Pm | Pe | Diff | Pts |
| ---- | --------- | - | - | - | - | -- | -- | ---- | --- |
| 1    | France    | 3 | 2 | 0 | 1 | 53 | 40 | +13  | 7   |
| 2    | Japon     | 3 | 1 | 1 | 1 | 59 | 50 | +9   | 6   |
| 3    | Samoa     | 3 | 1 | 1 | 1 | 52 | 64 | -12  | 6   |
| 4    | Argentine | 3 | 0 | 2 | 1 | 47 | 57 | -10  | 5   |

| 4 avril 2015 0 h 00 UTC+09:00 | Samoa | 14 - 12 | France | Chichibunomiya Stadium, Shibuya |
| 4 avril 2015 0 h 00 UTC+09:00 |       |         |        | Chichibunomiya Stadium, Shibuya |
| 4 avril 2015 0 h 00 UTC+09:00 |       |         |        | Chichibunomiya Stadium, Shibuya |

| 4 avril 2015 12 h 34 UTC+09:00 | Argentine | 14 - 14 | Japon | Chichibunomiya Stadium, Shibuya |
| 4 avril 2015 12 h 34 UTC+09:00 |           |         |       | Chichibunomiya Stadium, Shibuya |
| 4 avril 2015 12 h 34 UTC+09:00 |           |         |       | Chichibunomiya Stadium, Shibuya |

| 4 avril 2015 15 h 30 UTC+09:00 | Samoa | 12 - 26 | Japon | Chichibunomiya Stadium, Shibuya |
| 4 avril 2015 15 h 30 UTC+09:00 |       |         |       | Chichibunomiya Stadium, Shibuya |
| 4 avril 2015 15 h 30 UTC+09:00 |       |         |       | Chichibunomiya Stadium, Shibuya |

| 4 avril 2015 15 h 52 UTC+09:00 | Argentine | 7 - 17 | France | Chichibunomiya Stadium, Shibuya |
| 4 avril 2015 15 h 52 UTC+09:00 |           |        |        | Chichibunomiya Stadium, Shibuya |
| 4 avril 2015 15 h 52 UTC+09:00 |           |        |        | Chichibunomiya Stadium, Shibuya |

| 4 avril 2015 19 h 42 UTC+09:00 | Samoa | 26 - 26 | Argentine | Chichibunomiya Stadium, Shibuya |
| 4 avril 2015 19 h 42 UTC+09:00 |       |         |           | Chichibunomiya Stadium, Shibuya |
| 4 avril 2015 19 h 42 UTC+09:00 |       |         |           | Chichibunomiya Stadium, Shibuya |

| 4 avril 2015 20 h 04 UTC+09:00 | France | 24 - 14 | Japon | Chichibunomiya Stadium, Shibuya |
| 4 avril 2015 20 h 04 UTC+09:00 |        |         |       | Chichibunomiya Stadium, Shibuya |
| 4 avril 2015 20 h 04 UTC+09:00 |        |         |       | Chichibunomiya Stadium, Shibuya |

## Phase finale
Résultats de la phase finale.

### Tournois principaux

#### Cup
|  | Quarts de finale                 | Quarts de finale                 |                                  |                                  | Demi-finales                     | Demi-finales                     |   |  | Finale                           | Finale                           |
|  | Quarts de finale                 | Quarts de finale                 |                                  |                                  | Demi-finales                     | Demi-finales                     |   |  | Finale                           | Finale                           |
|  |                                  |                                  |                                  |                                  |                                  |                                  |   |  |                                  |                                  |
|  | 5 avril 2015 - 11 h 20 UTC+09:00 | 5 avril 2015 - 11 h 20 UTC+09:00 |                                  |                                  | 5 avril 2015 - 15 h 22 UTC+09:00 | 5 avril 2015 - 15 h 22 UTC+09:00 |   |  | 5 avril 2015 - 18 h 00 UTC+09:00 | 5 avril 2015 - 18 h 00 UTC+09:00 |
|  | 5 avril 2015 - 11 h 20 UTC+09:00 | 5 avril 2015 - 11 h 20 UTC+09:00 |                                  |                                  | 5 avril 2015 - 15 h 22 UTC+09:00 | 5 avril 2015 - 15 h 22 UTC+09:00 |   |  | 5 avril 2015 - 18 h 00 UTC+09:00 | 5 avril 2015 - 18 h 00 UTC+09:00 |
|  | Fidji                            | 41                               |                                  |                                  | 5 avril 2015 - 15 h 22 UTC+09:00 | 5 avril 2015 - 15 h 22 UTC+09:00 |   |  | 5 avril 2015 - 18 h 00 UTC+09:00 | 5 avril 2015 - 18 h 00 UTC+09:00 |
|  | Fidji                            | 41                               |                                  |                                  | 5 avril 2015 - 15 h 22 UTC+09:00 | 5 avril 2015 - 15 h 22 UTC+09:00 |   |  | 5 avril 2015 - 18 h 00 UTC+09:00 | 5 avril 2015 - 18 h 00 UTC+09:00 |
|  | Japon                            | 5                                |                                  |                                  | 5 avril 2015 - 15 h 22 UTC+09:00 | 5 avril 2015 - 15 h 22 UTC+09:00 |   |  | 5 avril 2015 - 18 h 00 UTC+09:00 | 5 avril 2015 - 18 h 00 UTC+09:00 |
|  | Japon                            | 5                                | Fidji                            | 5                                |                                  |                                  |   |  | 5 avril 2015 - 18 h 00 UTC+09:00 | 5 avril 2015 - 18 h 00 UTC+09:00 |
|  | 5 avril 2015 - 11 h 42 UTC+09:00 |                                  | Fidji                            | 5                                |                                  |                                  |   |  | 5 avril 2015 - 18 h 00 UTC+09:00 | 5 avril 2015 - 18 h 00 UTC+09:00 |
|  |                                  | Afrique du Sud                   | 7                                |                                  |                                  |                                  |   |  | 5 avril 2015 - 18 h 00 UTC+09:00 | 5 avril 2015 - 18 h 00 UTC+09:00 |
|  | Afrique du Sud                   | Afrique du Sud                   | 7                                | 22                               |                                  |                                  |   |  | 5 avril 2015 - 18 h 00 UTC+09:00 | 5 avril 2015 - 18 h 00 UTC+09:00 |
|  | Afrique du Sud                   |                                  |                                  | 22                               |                                  |                                  |   |  | 5 avril 2015 - 18 h 00 UTC+09:00 | 5 avril 2015 - 18 h 00 UTC+09:00 |
|  | Écosse                           | 0                                |                                  |                                  |                                  |                                  |   |  | 5 avril 2015 - 18 h 00 UTC+09:00 | 5 avril 2015 - 18 h 00 UTC+09:00 |
|  | Écosse                           | 0                                | Angleterre                       | 21                               |                                  |                                  |   |  |                                  |                                  |
|  | 5 avril 2015 - 12 h 04 UTC+09:00 |                                  | Angleterre                       | 21                               |                                  |                                  |   |  |                                  |                                  |
|  |                                  | Afrique du Sud                   | 14                               |                                  |                                  |                                  |   |  |                                  |                                  |
|  | France                           | Afrique du Sud                   | 14                               | 0                                |                                  |                                  |   |  |                                  |                                  |
|  | France                           | 5 avril 2015 - 15 h 44 UTC+09:00 |                                  | 0                                |                                  |                                  |   |  |                                  |                                  |
|  | Angleterre                       | 10                               |                                  |                                  |                                  |                                  |   |  |                                  |                                  |
|  | Angleterre                       | 10                               | Angleterre                       | 14                               |                                  |                                  |   |  |                                  |                                  |
|  | 5 avril 2015 - 12 h 26 UTC+09:00 | 5 avril 2015 - 12 h 26 UTC+09:00 | Angleterre                       | 14                               | Match pour la 3e place           | Match pour la 3e place           |   |  |                                  |                                  |
|  | 5 avril 2015 - 12 h 26 UTC+09:00 | 5 avril 2015 - 12 h 26 UTC+09:00 |                                  | Canada                           | Match pour la 3e place           | Match pour la 3e place           | 5 |  |                                  |                                  |
|  | Nouvelle-Zélande                 | 15                               | 5 avril 2015 - 17 h 36 UTC+09:00 | 5 avril 2015 - 17 h 36 UTC+09:00 |                                  |                                  | 5 |  |                                  |                                  |
|  | Nouvelle-Zélande                 | 15                               | 5 avril 2015 - 17 h 36 UTC+09:00 | 5 avril 2015 - 17 h 36 UTC+09:00 |                                  |                                  |   |  |                                  |                                  |
|  | Canada                           | 19                               |                                  | Fidji                            | 21                               |                                  |   |  |                                  |                                  |
|  | Canada                           | 19                               |                                  | Fidji                            | 21                               |                                  |   |  |                                  |                                  |
|  |                                  |                                  |                                  |                                  |                                  |                                  |   |  | Canada                           | 19                               |
|  |                                  |                                  |                                  |                                  |                                  |                                  |   |  | Canada                           | 19                               |

#### Bowl
|  | Quarts de finale                 | Quarts de finale                 |                |    | Demi-finales                     | Demi-finales                     |  |  | Finale                           | Finale                           |
|  | Quarts de finale                 | Quarts de finale                 |                |    | Demi-finales                     | Demi-finales                     |  |  | Finale                           | Finale                           |
|  |                                  |                                  |                |    |                                  |                                  |  |  |                                  |                                  |
|  | 5 avril 2015 - 9 h 52 UTC+09:00  | 5 avril 2015 - 9 h 52 UTC+09:00  |                |    | 5 avril 2015 - 13 h 54 UTC+09:00 | 5 avril 2015 - 13 h 54 UTC+09:00 |  |  | 5 avril 2015 - 16 h 35 UTC+09:00 | 5 avril 2015 - 16 h 35 UTC+09:00 |
|  | 5 avril 2015 - 9 h 52 UTC+09:00  | 5 avril 2015 - 9 h 52 UTC+09:00  |                |    | 5 avril 2015 - 13 h 54 UTC+09:00 | 5 avril 2015 - 13 h 54 UTC+09:00 |  |  | 5 avril 2015 - 16 h 35 UTC+09:00 | 5 avril 2015 - 16 h 35 UTC+09:00 |
|  | Pays de Galles                   | 14                               |                |    | 5 avril 2015 - 13 h 54 UTC+09:00 | 5 avril 2015 - 13 h 54 UTC+09:00 |  |  | 5 avril 2015 - 16 h 35 UTC+09:00 | 5 avril 2015 - 16 h 35 UTC+09:00 |
|  | Pays de Galles                   | 14                               |                |    | 5 avril 2015 - 13 h 54 UTC+09:00 | 5 avril 2015 - 13 h 54 UTC+09:00 |  |  | 5 avril 2015 - 16 h 35 UTC+09:00 | 5 avril 2015 - 16 h 35 UTC+09:00 |
|  | Argentine                        | 7                                |                |    | 5 avril 2015 - 13 h 54 UTC+09:00 | 5 avril 2015 - 13 h 54 UTC+09:00 |  |  | 5 avril 2015 - 16 h 35 UTC+09:00 | 5 avril 2015 - 16 h 35 UTC+09:00 |
|  | Argentine                        | 7                                | Pays de Galles | 12 |                                  |                                  |  |  | 5 avril 2015 - 16 h 35 UTC+09:00 | 5 avril 2015 - 16 h 35 UTC+09:00 |
|  | 5 avril 2015 - 10 h 14 UTC+09:00 |                                  | Pays de Galles | 12 |                                  |                                  |  |  | 5 avril 2015 - 16 h 35 UTC+09:00 | 5 avril 2015 - 16 h 35 UTC+09:00 |
|  |                                  | Australie                        | 17             |    |                                  |                                  |  |  | 5 avril 2015 - 16 h 35 UTC+09:00 | 5 avril 2015 - 16 h 35 UTC+09:00 |
|  | Kenya                            | Australie                        | 17             | 5  |                                  |                                  |  |  | 5 avril 2015 - 16 h 35 UTC+09:00 | 5 avril 2015 - 16 h 35 UTC+09:00 |
|  | Kenya                            |                                  |                | 5  |                                  |                                  |  |  | 5 avril 2015 - 16 h 35 UTC+09:00 | 5 avril 2015 - 16 h 35 UTC+09:00 |
|  | Australie                        | 14                               |                |    |                                  |                                  |  |  | 5 avril 2015 - 16 h 35 UTC+09:00 | 5 avril 2015 - 16 h 35 UTC+09:00 |
|  | Australie                        | 14                               | Australie      | 5  |                                  |                                  |  |  |                                  |                                  |
|  | 5 avril 2015 - 10 h 36 UTC+09:00 |                                  | Australie      | 5  |                                  |                                  |  |  |                                  |                                  |
|  |                                  | États-Unis                       | 22             |    |                                  |                                  |  |  |                                  |                                  |
|  | Samoa                            | États-Unis                       | 22             | 21 |                                  |                                  |  |  |                                  |                                  |
|  | Samoa                            | 5 avril 2015 - 14 h 16 UTC+09:00 |                | 21 |                                  |                                  |  |  |                                  |                                  |
|  | Hong Kong                        | 0                                |                |    |                                  |                                  |  |  |                                  |                                  |
|  | Hong Kong                        | 0                                | Samoa          | 5  |                                  |                                  |  |  |                                  |                                  |
|  | 5 avril 2015 - 10 h 58 UTC+09:00 |                                  | Samoa          | 5  |                                  |                                  |  |  |                                  |                                  |
|  |                                  | États-Unis                       | 22             |    |                                  |                                  |  |  |                                  |                                  |
|  | Portugal                         | États-Unis                       | 22             | 0  |                                  |                                  |  |  |                                  |                                  |
|  | Portugal                         |                                  |                | 0  |                                  |                                  |  |  |                                  |                                  |
|  | États-Unis                       | 39                               |                |    |                                  |                                  |  |  |                                  |                                  |
|  | États-Unis                       | 39                               |                |    |                                  |                                  |  |  |                                  |                                  |

### Matchs de classement

#### Plate
|  | Demi-finales                     | Demi-finales                     |                  |    | Finale                           | Finale                           |
|  | Demi-finales                     | Demi-finales                     |                  |    | Finale                           | Finale                           |
|  |                                  |                                  |                  |    |                                  |                                  |
|  | 5 avril 2015 - 13 h 10 UTC+09:00 | 5 avril 2015 - 13 h 10 UTC+09:00 |                  |    | 5 avril 2015 - 16 h 06 UTC+09:00 | 5 avril 2015 - 16 h 06 UTC+09:00 |
|  | 5 avril 2015 - 13 h 10 UTC+09:00 | 5 avril 2015 - 13 h 10 UTC+09:00 |                  |    | 5 avril 2015 - 16 h 06 UTC+09:00 | 5 avril 2015 - 16 h 06 UTC+09:00 |
|  | Japon                            | 5                                |                  |    | 5 avril 2015 - 16 h 06 UTC+09:00 | 5 avril 2015 - 16 h 06 UTC+09:00 |
|  | Japon                            | 5                                |                  |    | 5 avril 2015 - 16 h 06 UTC+09:00 | 5 avril 2015 - 16 h 06 UTC+09:00 |
|  | Écosse                           | 14                               |                  |    | 5 avril 2015 - 16 h 06 UTC+09:00 | 5 avril 2015 - 16 h 06 UTC+09:00 |
|  | Écosse                           | 14                               | Nouvelle-Zélande | 21 |                                  |                                  |
|  | 5 avril 2015 - 13 h 32 UTC+09:00 |                                  | Nouvelle-Zélande | 21 |                                  |                                  |
|  |                                  | Écosse                           | 14               |    |                                  |                                  |
|  | France                           | Écosse                           | 14               | 12 |                                  |                                  |
|  | France                           |                                  |                  | 12 |                                  |                                  |
|  | Nouvelle-Zélande                 | 19                               |                  |    |                                  |                                  |
|  | Nouvelle-Zélande                 | 19                               |                  |    |                                  |                                  |

#### Shield
|  | Demi-finales                     | Demi-finales                     |           |    | Finale                           | Finale                           |
|  | Demi-finales                     | Demi-finales                     |           |    | Finale                           | Finale                           |
|  |                                  |                                  |           |    |                                  |                                  |
|  | 5 avril 2015 - 14 h 38 UTC+09:00 | 5 avril 2015 - 14 h 38 UTC+09:00 |           |    | 5 avril 2015 - 17 h 04 UTC+09:00 | 5 avril 2015 - 17 h 04 UTC+09:00 |
|  | 5 avril 2015 - 14 h 38 UTC+09:00 | 5 avril 2015 - 14 h 38 UTC+09:00 |           |    | 5 avril 2015 - 17 h 04 UTC+09:00 | 5 avril 2015 - 17 h 04 UTC+09:00 |
|  | Argentine                        | 17                               |           |    | 5 avril 2015 - 17 h 04 UTC+09:00 | 5 avril 2015 - 17 h 04 UTC+09:00 |
|  | Argentine                        | 17                               |           |    | 5 avril 2015 - 17 h 04 UTC+09:00 | 5 avril 2015 - 17 h 04 UTC+09:00 |
|  | Kenya                            | 12                               |           |    | 5 avril 2015 - 17 h 04 UTC+09:00 | 5 avril 2015 - 17 h 04 UTC+09:00 |
|  | Kenya                            | 12                               | Argentine | 7  |                                  |                                  |
|  | 5 avril 2015 - 15 h 00 UTC+09:00 |                                  | Argentine | 7  |                                  |                                  |
|  |                                  | Portugal                         | 12        |    |                                  |                                  |
|  | Hong Kong                        | Portugal                         | 12        | 17 |                                  |                                  |
|  | Hong Kong                        |                                  |           | 17 |                                  |                                  |
|  | Portugal                         | 19                               |           |    |                                  |                                  |
|  | Portugal                         | 19                               |           |    |                                  |                                  |

## Bilan
Statistiques sportives
- Meilleur marqueur du tournoi :
- Meilleur marqueur d'essais du tournoi : Carlin Isles ( États-Unis) avec 7 essais[5]

Affluences